# Goran Dizdar
Goran Dizdar (ur. 4 grudnia 1958 w Zagrzebiu) – chorwacki szachista i trener szachowy, arcymistrz od 1991 roku.

## Kariera szachowa
W 1980 r. podzielił II m. (za Jindrichem Traplem, wspólnie z Jiříz Lechtýnským i Pejczo Peewem) w kołowym turnieju w Karwinie, w 1981 r. wystąpił w reprezentacji Jugosławii na rozegranych w Grazu drużynowych mistrzostwach świata studentów, w 1983 r. zajął II m. (za Danielem Camporą) w Tuzli oraz zwyciężył w Oberwarcie, w 1985 r. podzielił I m. (wspólnie z Wolfgangiem Uhlmannem) w turnieju Tatran Cup rozegranym w Starym Smokovcu, w 1988 r. podzielił I m. w otwartym turnieju w Liechtensteinie, natomiast w 1990 r. podzielił II m. (za Wjaczesławem Ejnhornem) w turnieju Berliner Sommer w Berlinie.
Od odzyskania niepodległości w 1991 r. należy do ścisłej czołówki chorwackich szachistów. Wielokrotnie startował w finałach indywidualnych mistrzostw kraju, największy sukces odnosząc w 1995 r., w którym po zwycięstwie w dogrywce nad Zdenko Kožulem zdobył tytuł mistrza Chorwacji. Oprócz tego, w 1998 r. zdobył tytuł wicemistrza kraju. Pomiędzy 1992 a 2006 pięciokrotnie reprezentował narodowe barwy na szachowych olimpiadach, był również uczestnikiem drużynowych mistrzostw świata (1997), na których zdobył srebrny medal za indywidualny wynik na V szachownicy oraz trzykrotnie drużynowych mistrzostw Europy (1992, 1997, 2005), w 1992 r. zdobywając brązowy medal, również za indywidualny wynik na V szachownicy.
W 1998 r. podzielił III m. (za Ivanem Sokolovem i Robertem Zelčiciem, wspólnie z m.in. Wiktorem Korcznojem, Matthiasem Wahlsem i Lwem Psachisem) w rozegranym w Dreźnie turnieju strefowym i zdobył awans do pucharowego turnieju o mistrzostwo świata, który odbył się w 1999 r. w Las Vegas. W I rundzie pokonał Liang Chonga, natomiast w II przegrał z Siergiejem Mowsesjanem i odpadł z dalszej rywalizacji.
Inne sukcesy w turniejach międzynarodowych (od 1991 r.):
- dz. II m. w Hamburgu (1992, za Vlastimilem Jansą, wspólnie z m.in. Michałem Krasenkowem, Aleksandrem Oniszczukiem i Olegiem Korniejewem),
- dz. II m. w Osijeku (1993, za Zdenko Kožulem, wspólnie z Vlatko Kovaceviciem),
- II m. w Makarskiej (1994, za Tullio Marinellim(inne języki)),
- dz. II m. w Solinie (1994, za Vlatko Kovaceviciem, wspólnie z Emirem Dizdareviciem),
- dz. I m. w Makarskiej (1996, wspólnie z Christianem Gabrielem),
- II m. w Zadarze (1996, za Mladenem Palacem),
- dz. I m. w Cap d'Agde (2006, wspólnie z Anthonym Kostenem i Mladenem Palacem)[6].

Najwyższy ranking w dotychczasowej karierze osiągnął 1 lipca 1998 r., z wynikiem 2570 punktów dzielił wówczas 2-3. miejsce (za Robertem Zelčiciem, wspólnie ze Zdenko Kožulem) wśród chorwackich szachistów.